# Paul James (labdarúgó)
Paul John James (Cardiff, Wales, 1963. november 11. – ) kanadai válogatott labdarúgó. 

## Pályafutása

### Klubcsapatban
Cardiffban született, Walesben. 1983 és 1984 között a Toronto Blizzard játékosa volt. Az 1985–86-os szezonban a mexikói Monterrey csapatában játszott. 1987-ben a Hamilton Steelers volt a csapata. 1987 és 1988 között a Doncaster Roversben szerepelt Angliában. Ezt követően játszott még a Hamilton Steelers (1988, 1990), az Ottawa Intrepid (1989), a Toronto Blizzard (1991) és a London Lasers (1992) együttesében.

### A válogatottban
1983 és 1993 között 46 alkalommal szerepelt a kanadai válogatottban és 2 gólt szerzett. Részt vett az 1984. évi nyári olimpiai játékokon és tagja volt az 1985-ös CONCACAF-bajnokságon aranyérmet szerző csapatnak. Részt vett az 1986-as világbajnokságon, ahol Kanada mindhárom csoportmérkőzésén kezdőként lépett pályára.

## Sikerei, díjai
Kanada
- CONCACAF-bajnokság győztes (1): 1985